# Махаев, Юрий Аркадьевич
Юрий Аркадьевич Махаев (6 июля 1940, Комсомольск-на-Амуре, РСФСР, СССР — 4 февраля 2006, Москва, Россия) — советский и российский театральный режиссёр, Заслуженный деятель искусств Российской Федерации (1995).

## Биография
Юрий Махаев родился 6 июля 1940 года в городе Комсомольск-на-Амуре. Учился в Московском педагогическом институте на филологическом факультете (окончил в 1964 году), работал преподавателем русского языка и литературы, руководил театральным коллективом Дворца пионеров. В 1973 году окончил режиссёрский факультет ГИТИС) (курс М. О. Кнебель). После выпуска работал в Саратовском ТЮЗе, затем, в 1974 году, перешёл в театр Ленком. Совместно с Марком Анатольевичем Захаровым поставил спектакли «В списках не значился» Юрия Визбора по повести Бориса Васильева (1975), «Парень из нашего города» Константина Симонова, «Тиль», «Звезда и смерть Хоакина Мурьеты», «Три девушки в голубом» Людмилы Петрушевской, «Диктатура совести» Михаила Шатрова, «Поминальная молитва», «Безумный день, или Женитьба Фигаро» Бомарше, «Королевские игры» Григория Горина, «Мистификация» Нины Садур, «Шут Балакирев» Григория Горина, «Люди и птицы» Юрия Махаева и Бориса Штейна.
С 1993 года занимался преподавательской деятельностью в РАТИ (доцент кафедры режиссуры драмы).
Умер Юрий Махаев 4 февраля 2006 года в Москве. Прах захоронен на Ваганьковском кладбище.

## Фильмография
- 1993 — Поминальная молитва
- 2005 — Безумный день или женитьба Фигаро
- 2005 — Мистификация

## Награды и звания
- Заслуженный деятель искусств Российской Федерации (4 августа 1995 года) — за заслуги в области искусства[5].